# پال مکنا (بازیکن فوتبال)
پال مکنا (انگلیسی: Paul McKenna؛ زادهٔ ۲۰ اکتبر ۱۹۷۷) یک بازیکن فوتبال اهل بریتانیا است. 